# HD 219828 b
HD 219828 b ist ein Exoplanet, der den gelben Unterriesen HD 219828 alle 3,834 Tage umkreist. Auf Grund seiner hohen Masse wird angenommen, dass es sich um einen Gasplaneten handelt.

## Entdeckung
Der Planet wurde mit Hilfe der Radialgeschwindigkeitsmethode von C. Melo et al. im Jahr 2007 entdeckt.

## Umlauf und Masse
Der Planet umkreist seinen Stern in einer Entfernung von ca. 0,052 Astronomischen Einheiten und hat eine Masse von ca. 20,98 Erdmassen bzw. 0,066 Jupitermassen.